# 超級機器人大戰UX
《超級機器人大戰UX》為南夢宮萬代遊戲以萬普名義發售的超級機器人大戰系列遊戲。簡稱「機戰UX」「SRWUX」。口號為「所有的可能性，聚集於此吧」。

## 概要
本作為Nintendo 3DS上第1款超級機器人大戰系列遊戲（連派生作在內是第8款）。亦是首次於任天堂的攜帶型遊戲機上有為參戰作品配音，在戰鬥畫面中運用到主機N3DS的裸眼3D功能。另外，本作亦是首款引入追加下載內容（DLC）的機戰作品，玩家可以通過付款購買小遊戲來贏取道具。
故事全52話（連序章分支共74關），劇情亦由三部份構成，各有每部的標題。本作標題的「UX」為故事中傭兵組織「Unknown-Xtrikers」的縮寫。

## 參戰作品

### 一覽
★標誌為系列作初參戰作品、V標誌為在有配音的機戰作品中初參戰作品。
- ★機神咆吼（機神咆吼デモンベイン）
- V蒼穹之戰神（蒼穹のファフナー）
- ★蒼穹之戰神 HEAVEN AND EARTH（蒼穹のファフナー HEAVEN AND EARTH）
- V武裝機甲（原作漫畫版）（鉄のラインバレル（原作漫画版））
- ★麟光之翼（リーンの翼）
- 忍者戰士飛影（忍者戦士飛影）
- ★「電腦戰機 VIRTUAL-ON」系列 飛燕HD（『電脳戦機バーチャロン』シリーズ フェイ・イェンHD）
- 聖戰士DUNBINE（聖戦士ダンバイン）
- 機動戰士GUNDAM SEED DESTINY（機動戦士ガンダムSEED DESTINY）
- ★劇場版 機動戰士GUNDAM00 -A wakening of the Trailblazer-（劇場版 機動戦士ガンダム00 -A wakening of the Trailblazer-）
- ★SD GUNDAM三國傳 BraveBattleWarriors（SDガンダム三国伝 BraveBattleWarriors）
- ★魔神凱撒SKL（マジンカイザーSKL）
- ★HEROMAN
- 劇場版 超時空要塞F 虛空歌姬（劇場版 マクロスF 〜イツワリノウタヒメ〜）
- 劇場版 超時空要塞F 戀離飛翼（劇場版 マクロスF 〜サヨナラノツバサ〜）
- 獸裝機攻斷空我NOVA（獣装機攻 ダンクーガ ノヴァ）

### 解說
連關連作在內共16個作品。系列初參戰有《機神咆吼》、《蒼穹之戰神 HEAVEN AND EARTH》、《麟光之翼》、《「電腦戰機 VIRTUAL-ON」系列 飛燕HD》、《劇場版 機動戰士GUNDAM00 -A wakening of the Trailblazer-》、《SD GUNDAM三國傳 BraveBattleWarriors》、《魔神凱撒SKL》、《HEROMAN》8個作品。
《武裝機甲》雖然版權上顯示為電視動畫版，但從官方網站特別標記它為「（原作漫畫版）」可見這次參戰是以原作漫畫版的角色及機體設定為基準。只是因為遊戲內角色的聲優及BGM的關係才使用電視動畫版版權。
因《SD GUNDAM三國傳 BraveBattleWarriors》的參戰，使得本系列第一次有SD GUNDAM系列與（搭乘型的）GUNDAM系列作品同場共演。
《「電腦戰機 VIRTUAL-ON」系列 飛燕HD》是《電腦戰機 VIRTUAL-ON》系列及語音合成軟件初音未來而展開的合作角色，推出過插圖及動態figure。只有單一角色參戰的登場作品參戰是系列首次。世嘉的《電腦戰機 VIRTUAL-ON》系列製作人：亙重郎將負責飛燕HD的故事線。
《機神咆吼》為18禁遊戲《斬魔大聖》的全年齡動畫改編作，因此本作亦是首部18禁遊戲改編作品參戰的系列作。這亦是繼《超級機械人大戰MX》的《冥王計劃傑歐萊馬》和《超級機械人大戰L》的《戰鬥吧！！伊庫薩1》再有18禁原作改編動畫參戰。
《魔神Z》系列的主角兜甲儿第一次缺席超级机器人大战系列版权作。

### 封面登場機體
- 飛燕HD（「電腦戰機 VIRTUAL-ON」系列 飛燕HD）
- HEROMAN（HEROMAN）
- 魔神凱撒SKL（魔神凱撒SKL）
- 飛影（忍者戰士飛影）
- LINEBARREL（武裝機甲）
- 七神（麟光之翼）
- Mark Sein（蒼穹之戰神）
- 斷空我NOVA MAX GOD（獸裝機攻斷空我NOVA）
- 量子型00（劇場版 機動戰士GUNDAM00 -A wakening of the Trailblazer-）
- Demonbane（機神咆吼）
- YF-29 杜蘭朵（劇場版 超時空要塞F）

## 系統
本作繼承了《超級機器人大戰K》和《超級機器人大戰L》的小隊系統，玩家可使用2架機體組成小隊作戰，小隊成員可以作出援護攻擊和援護防禦。至於單人機體亦可以使用連續攻擊和全體攻擊。
另外，本作亦有以下系統：
戰術指揮
和《第2次超級機器人大戰Z》中（ZERO）的能力名稱相同，但實際內容有異。玩家可以在整备画面中选定特定的角色作為战术指挥官，发动特殊效果。每名战术指挥官都會有獨特的特殊效果，而这个效果基本都是覆盖我方全员的。
特殊行动指令
特定的机体拥有能在战术地图上给周围机体带来特殊效果的「特殊行动指令」，重現原作中的特殊演出。使用指令之后能带来各种各样的效果，例如提高我方命中率、使範圍內的敵人停止行動一回合等。如果能熟练掌握，就会使战斗进行的更加有利。
技能芯片
过关或者击退特定的强敌之后，能够取得名为「技能芯片」的消耗型物品。通过使用技能芯片，可以提升驾驶员擅长的能力。

## 原創系列

### 原創人物
亞尼艾斯·貝爾裘（CV：鈴木千尋）
搭乘機体：Riot B
男主角，19岁，地球聯邦北美方面军，机动审查大队所属的驾驶员，阶级少尉。个性认真率直，虽然文静沉稳，但只要碰到危及人命的状况，就会展现超群的行动力。没有家人，从小在设施中孤单长大的他认为要重视人的性命。他有着为了能够贯彻这信念，不管对手有多强大都能泰然面对的强韧之心。
沙耶·克魯格（CV：小林愛）
搭乘機体：萊拉斯
女主角，18岁。非合法佣兵组织Unknown-Xtrikers（UX）所属的佣兵。驾驶战斗爆击机萊拉斯，与父亲理查德联手在战场上飞舞。进行任务时绝不带私情，时常保持着佣兵该有的紧张感，虽然是职业级中的好手，但相反的不擅长表现出跟战斗无关的感情，对于伪装成一般民众的潜入任务等也感到困惑。
理查德·克魯格（CV：小杉十郎太）
搭乘機体：歐爾菲斯
在非合法傭兵組織 Unknown-Xtrikers 中擔任指揮官的男性。駕駛著神祕機動兵器歐爾菲斯，暗中解決國家在表面上無法對應的事件，是一個實力相當的職業傭兵。雖然自稱是「沒用的人」耍無賴，但只要認為是可賭上性命跟信念的工作時，就算報酬非常低也會接受。他本人表示：「我並不是要裝好人，只是無法對弱者的眼淚視而不見罷了」。
吉恩·史潘薩（CV：松風雅也）
搭乘機体：Riot A（ライオット A）
（CV：尤加奈）
（CV：野中藍）
（CV：松井菜櫻子）

### 原創機体
Riot B
駕駛者：亞尼艾斯·貝爾裘
地球聯邦軍的次期主力兵器，也是最終測試中的機動兵器「Riot」上搭載了進戰用裝備的狀態，B 則是有「領導型」的意思。機上搭載被稱為「陽子發電機」的新型動力引擎，有著其他機動兵器所沒有的安定性與高出力。
萊拉斯
駕駛者：沙耶·克魯格
在 Unknown-Xtrikers 中是以一次性的支援機來作運用。似乎被設計成與歐爾菲斯同時運用，與歐爾菲斯同樣搭載著「輕子引擎（レプトン・ベクトラー）」。雖然是支援機但性能高，是一架當作戰鬥爆擊機來運用也可充分發揮性能的機體。
歐爾菲斯
駕駛者：理查德·克魯格
Unknown-Xtrikers 的先鋒，來源不明的機動兵器。搭載跟陽子發電機同系統的「輕子引擎」動力引擎，控制上的難度比較高。另外，與萊拉斯之間的連攜技「地獄・琴弦（ヘル・ストリンガー）」雖然有著一擊必殺的破壞力，但使用時必須兩架的輕子引擎同時達到臨界點，因此很要求操縱技術。

## 工作人員
製作人
宇田歩、渡部隆、寺田貴信、じっぱひとからげ、國政修
總監
赤羽仁
原創機體設計
菊池翔平
原創人物設計
Chiyoko
編劇
岸本みゆき
作曲／編曲
Dahna、bAsHEE、鶴田勇氣、花田雅樹

## 外部連結
- 超級機器人大戰UX 官方網站 （页面存档备份，存于）
- http://www.famitsu.com/news/201212/13025692.html （页面存档备份，存于）